# Memores Domini
La Asociación Laical Memores Domini o, más sencillamente, Memores Domini es una asociación laica católica cuyos miembros siguen una vocación de entrega total a Dios dentro del mundo y viven los preceptos de pobreza, castidad y obediencia en el marco  del movimiento eclesial Comunión y Liberación, teniendo como campo de apostolado el mundo del trabajo. La asociación también es llamada Grupo Adulto por los miembros y simpatizantes de Comunión y Liberación.

## Historia
La idea inicial para la fundación de la Memores Domini se produjo en el contexto de un grupo de laicos que habían sido miembros de la Gioventù Studentesca ("Juventud Estudiantil"), surgida de la Acción Católica. Fue fundada en Milán (Italia) en 1964. Don Luigi Giussani, fundador de Comunión y Liberación y padre espiritual de la Asociación, apoyó la aspiración de algunos de sus exalumnos a vivir de acuerdo a los preceptos de obediencia, pobreza y castidad, respetando la regla benedictina ora et labora.
Desde 1968, sus miembros sintieron la necesidad de practicar la vida en común y se establecieron en "Familias". El 8 de diciembre de 1988, el Consejo Pontificio para los Laicos decretó el reconocimiento de la Associazione Laicale Memores Domini como una asociación internacional de fieles de derecho pontificio.
La sede central de Memores Domini se encuentra en Roma, en Via della Panetteria, 51.
En 2015, existen cerca de 1600 miembros y 400 novicios, distribuidos en 32 países del mundo.
El presidente es Carlo Wolfsgruber.
El papa Benedicto XVI fue asistido durante su pontificado, y también tras su retiro, por miembros de Memores Domini.